# Sunali Rathod
Sunali Rathod là một ca sĩ người Ấn Độ. Cô cũng là một ca sĩ cổ điển chuyên nghiệp

## Đời tư
Sunali Rathod (tên khai sinh là Sunali Sheth) được sinh ra vào ngày 17 tháng 1 trong một gai đình người Gujarat tại Mumbai. Cô từng học tại trường cao đẳng Thánh Xaviê tại Mumbai. Cô là vợ của ca sỹ bhajan Anup Jalota khi cô còn học ở Trường âm nhạc. Sau khi ly dị với Jalota thì cô kết hôn với ca sỹ, đạo diễn âm nhạc, nhà soạn nhạc Roop Kumar Rathod.   Họ có một con gái tên là Surshree hay Reewa, cũng là ca sỹ.

## Sự nghiệp
Cô đã bắt đầu biểu diễn lúc 10 tuổi, dưới sự dẫn dắt của nhà soạn nhạc Radha Purshottam Upadhyay.
Trong giai đoạn này, cô đã gặp học giả Hridaynath Mangeshkar, người sau này trở thành cố vấn của cô. Cô đã học được những điều phức tạp của nhạc Cổ điển nhờ Ustaad Faiyyaz, Niyaz Ahmed Khan, Ustad Mashkoor và Mubarak Ali Khan của trường Âm nhạc Kirana.  Cô hát được bằng nhiều thứ tiếng như tiếng Hindu, Gujarat, Marathi, Bengal, Telugu, tiếng Anh,...
Năm 18 tuổi, cô cho ra đời đĩa thu âm bài hát tiếng Gujarat đầu tiên với hãng HMV. Năm 1987, cô phát hành album ghazal đầu tiên 'Aghaaz'. Cô cũng nhận được giải thưởng Ca sĩ Ghazal hay nhất. Cô hát các thể loai loại nhạc như Ghazal, Bhajan, Kheyal, Tappa và nhạc nhẹ.
Ngày 15 tháng 8 năm 2005, cô và người chồng của cô Roop Kumar Rathod đã tham dự chương trình hài kịch nổi tiếng Ấn Độ Sarabhai vs Sarabhai trên kênh STAR One với tư cách khách mời. Họ còn tham gia chương trình ca nhạc thực tế Mission Ustaad và được trao giải "Ustaad Jodi" vào này 23 tháng 2 năm 2008. Cô cũng biểu diễn tại một webcert đặc sắc mang tên "She is a winner" nhân ngày Phụ nữ năm 2011 với những nhạc sĩ như Hema Sardesai, Kuhoo Gupta, Sunita Rao, Shibani Kashyap,...
Gần đây, cô đã phát hành một album sufi "Kalmaa" cùng với Roop Kumar Rathod.

## Truyền hình
Sunali Rathod và Roop Kumar Rathod tham gia vào "Mission Ustaad", một chương trình ca nhạc thực tế và được trao tặng danh hiệu "Ustaad Jodi". Họ cũng góp mặt trong một chương trình hài kịch Ấn Độ "Sarabhai vs Sarabhai"

## Giải thưởng
Với album đầu tiên "Aghaaz" của mình, cô được vinh danh Nữ ca sỹ Ghazal (1986)  hay nhất.